# Sanshan (sockenhuvudort i Kina, Jiangxi Sheng, lat 27,84, long 115,99)
Sanshan är en sockenhuvudort i Kina. Den ligger i provinsen Jiangxi, i den sydöstra delen av landet, omkring 94 kilometer söder om provinshuvudstaden Nanchang. Antalet invånare är 12 921. Befolkningen består av 6 185 kvinnor och 6 736 män. Barn under 15 år utgör 28,0 %, vuxna 15-64 år 64 %, och äldre över 65 år 7,0 %.
Runt Sanshan är det ganska tätbefolkat, med 199 invånare per kvadratkilometer. Närmaste större samhälle är Xiushi, 18,6 km norr om Sanshan. I omgivningarna runt Sanshan växer huvudsakligen savannskog.
Genomsnittlig årsnederbörd är 2 281 millimeter. Den regnigaste månaden är juni, med i genomsnitt 426 mm nederbörd, och den torraste är oktober, med 17 mm nederbörd.